# Konsulat Generalny Rzeczypospolitej Polskiej w Casablance
Konsulat Generalny Rzeczypospolitej Polskiej w Casablance (fr. Consulat Général République de la République Pologne à Casablanca) – polska misja konsularna w Maroku istniejąca do 2008 r.

## Kierownicy placówki
- 1991–1995 – Zbigniew Skierkowski
- 1995–2003 – Jarosław Krystyniak
- ok. 2006–2008 – Włodzimierz Leszczyński[5]